# China Open (snooker)
Il China Open è stato un torneo professionistico di snooker, valido per il Ranking, che si è disputato nel 1999 e dal 2005 al 2019 a Pechino, nel 2000 a Shenzhen e nel 2002 a Shanghai, in Cina.
Fra il 2020 e il 2022 le edizioni sono state annullate a causa della pandemia di COVID-19.

## Albo d'oro
| Edizione      | Vincitore         | Finalista        | Risultato     | Stagione              | Città    | Impianto                               | Tipologia | Note   |
| ------------- | ----------------- | ---------------- | ------------- | --------------------- | -------- | -------------------------------------- | --------- | ------ |
| 1999          | Ronnie O'Sullivan | Stephen Lee      | 9 - 2         | 1999-2000             | Pechino  | JC Mandarin Hotel                      | Ranking   | [ 2 ]  |
| 2000          | Ronnie O'Sullivan | Mark Williams    | 9 - 3         | 2000-2001             | Shenzhen | Mission Hills Resort                   | Ranking   | [ 3 ]  |
| 2002          | Mark Williams     | Anthony Hamilton | 9 - 8         | 2001-2002             | Shanghai | International Gymnastic Centre         | Ranking   | [ 4 ]  |
| Non disputato | Non disputato     | Non disputato    | Non disputato | 2002-2003 - 2003-2004 |          |                                        |           |        |
| 2005          | Ding Junhui       | Stephen Hendry   | 9 - 5         | 2004-2005             | Pechino  | Haidian Stadium                        | Ranking   | [ 5 ]  |
| 2006          | Mark Williams     | John Higgins     | 9 - 8         | 2005-2006             | Pechino  | Beijing University Students’ Gymnasium | Ranking   | [ 6 ]  |
| 2007          | Graeme Dott       | Jamie Cope       | 9 - 5         | 2006-2007             | Pechino  | Beijing University Students’ Gymnasium | Ranking   | [ 7 ]  |
| 2008          | Stephen Maguire   | Shaun Murphy     | 10 - 9        | 2007-2008             | Pechino  | Beijing University Students’ Gymnasium | Ranking   | [ 8 ]  |
| 2009          | Peter Ebdon       | John Higgins     | 10 - 8        | 2008-2009             | Pechino  | Beijing University Students’ Gymnasium | Ranking   | [ 9 ]  |
| 2010          | Mark Williams     | Ding Junhui      | 10 - 6        | 2009-2010             | Pechino  | Beijing University Students’ Gymnasium | Ranking   | [ 10 ] |
| 2011          | Judd Trump        | Mark Selby       | 10 - 8        | 2010-2011             | Pechino  | Beijing University Students’ Gymnasium | Ranking   | [ 11 ] |
| 2012          | Peter Ebdon       | Stephen Maguire  | 10 - 9        | 2011-2012             | Pechino  | Beijing University Students’ Gymnasium | Ranking   | [ 12 ] |
| 2013          | Neil Robertson    | Mark Selby       | 10 - 6        | 2012-2013             | Pechino  | Beijing University Students’ Gymnasium | Ranking   | [ 13 ] |
| 2014          | Ding Junhui       | Neil Robertson   | 10 - 5        | 2013-2014             | Pechino  | Beijing University Students’ Gymnasium | Ranking   | [ 14 ] |
| 2015          | Mark Selby        | Gary Wilson      | 10 - 2        | 2014-2015             | Pechino  | Beijing University Students’ Gymnasium | Ranking   | [ 15 ] |
| 2016          | Judd Trump        | Ricky Walden     | 10 - 4        | 2015-2016             | Pechino  | Beijing University Students’ Gymnasium | Ranking   | [ 16 ] |
| 2017          | Mark Selby        | Mark Williams    | 10 - 8        | 2016-2017             | Pechino  | Beijing University Students’ Gymnasium | Ranking   | [ 17 ] |
| 2018          | Mark Selby        | Barry Hawkins    | 11 - 3        | 2017-2018             | Pechino  | Olympic Sports Centre Gymnasium        | Ranking   | [ 18 ] |
| 2019          | Neil Robertson    | Jack Lisowski    | 11 - 4        | 2018-2019             | Pechino  | Olympic Sports Centre Gymnasium        | Ranking   | [ 19 ] |

## Statistiche

### Finalisti
| N° | Giocatore         | Vittorie | Finali perse | Totale |
| -- | ----------------- | -------- | ------------ | ------ |
| 1  | Mark Williams     | 3        | 2            | 5      |
| 2  | Mark Selby        | 3        | 2            | 5      |
| 3  | Ding Junhui       | 2        | 1            | 3      |
| 4  | Neil Robertson    | 2        | 1            | 3      |
| 5  | Ronnie O'Sullivan | 2        | 0            | 2      |
| 6  | Peter Ebdon       | 2        | 0            | 2      |
| 7  | Judd Trump        | 2        | 0            | 2      |
| 8  | Stephen Maguire   | 1        | 1            | 2      |
| 9  | John Higgins      | 0        | 2            | 2      |
| 10 | Graeme Dott       | 1        | 0            | 1      |
| 11 | Stephen Lee       | 0        | 1            | 1      |
| 12 | Anthony Hamilton  | 0        | 1            | 1      |
| 13 | Stephen Hendry    | 0        | 1            | 1      |
| 14 | Jamie Cope        | 0        | 1            | 1      |
| 15 | Shaun Murphy      | 0        | 1            | 1      |
| 16 | Gary Wilson       | 0        | 1            | 1      |
| 17 | Ricky Walden      | 0        | 1            | 1      |
| 18 | Barry Hawkins     | 0        | 1            | 1      |
| 19 | Jack Lisowski     | 0        | 1            | 1      |

### Finalisti per nazione
| N° | Nazione     | Vittorie | Finali perse | Totale |
| -- | ----------- | -------- | ------------ | ------ |
| 1  | Inghilterra | 9        | 10           | 19     |
| 2  | Scozia      | 2        | 4            | 6      |
| 3  | Galles      | 3        | 2            | 5      |
| 4  | Cina        | 2        | 1            | 3      |
| 5  | Australia   | 2        | 1            | 3      |

- Vincitore più giovane: Ding Junhui (18 anni, 2005)
- Vincitore più anziano: Peter Ebdon (42 anni, 2012)

### Century break
| Edizione | Century break | Miglior break                          | Century break (qualificazioni) | Miglior break (qualificazioni) |
| -------- | ------------- | -------------------------------------- | ------------------------------ | ------------------------------ |
| 1999     | 9             | Dave Harold (140)                      | 13                             | Paul Sweeny (143)              |
| 2000     | 16            | Stephen Hendry (121)                   | 39                             | Willie Thorne (139)            |
| 2002     | 23            | Ian McCulloch (144)                    | 23                             | Euan Henderson (143)           |
| 2005     | 26            | Paul Hunter (140)                      | 21                             | Anthony Hamilton (139)         |
| 2006     | 23            | Ding Junhui (135)                      | 25                             | Mark Selby (137)               |
| 2007     | 27            | Jamie Cope (145)                       | 35                             | Judd Trump Matthew Couch (141) |
| 2008     | 40            | Stephen Maguire (147)                  | 30                             | Munraj Pal (144)               |
| 2009     | 29            | Ricky Walden John Higgins (140)        | 17                             | Stuart Pettman (142)           |
| 2010     | 29            | Neil Robertson (147)                   | 23                             | Matthew Selt David Gray (134)  |
| 2011     | 38            | Robert Milkins (142)                   | 21                             | Kurt Maflin (140)              |
| 2012     | 26            | Mark Selby (139)                       | 37                             | Adam Duffy (139)               |
| 2013     | 31            | Jimmy Robertson (142)                  | 19                             | Sean O'Sullivan (142)          |
| 2014     | 23            | Xiao Guodong (142)                     | 22                             | Duane Jones (141)              |
| 2015     | 37            | Mark Selby (145)                       | 23                             | Robert Milkins (134)           |
| 2016     | 38            | Stuart Bingham (143)                   | 38                             | Ryan Day (142)                 |
| 2017     | 54            | Judd Trump (147)                       | 22                             | Marco Fu (137)                 |
| 2018     | 79            | Ronnie O'Sullivan Stuart Bingham (147) | 35                             | Thepchaiya Un-Nooh (143)       |
| 2019     | 78            | Stuart Bingham (147)                   | 35                             | Hossein Vafaei (146)           |

### Maximum break
| N° | Giocatore         | Avversario     | Turno                   | Data           | Edizione | Note   |
| -- | ----------------- | -------------- | ----------------------- | -------------- | -------- | ------ |
| 1  | Stephen Maguire   | Ryan Day       | Semifinale              | 29 marzo 2008  | 2008     | [ 20 ] |
| 2  | Neil Robertson    | Peter Ebdon    | Ottavi di finale        | 1º aprile 2010 | 2010     | [ 21 ] |
| 3  | Judd Trump        | Tian Pengfei   | Ottavi di finale        | 30 marzo 2017  | 2017     | [ 22 ] |
| 4  | Ronnie O'Sullivan | Elliot Slessor | Trentaduesimi di finale | 3 aprile 2018  | 2018     | [ 23 ] |
| 5  | Stuart Bingham    | Ricky Walden   | Sedicesimi di finale    | 4 aprile 2018  | 2018     | [ 24 ] |
| 6  | Stuart Bingham    | Peter Ebdon    | Sedicesimi di finale    | 3 aprile 2019  | 2019     | [ 25 ] |

### Montepremi
| Edizione | Montepremi |
| -------- | ---------- |
| 1999     | £305000    |
| 2000     | £311000    |
| 2002     | £450000    |
| 2005     | £200000    |
| 2006     | £197250    |
| 2007     | £222750    |
| 2008     | £250000    |
| 2009     | £292000    |
| 2010     | £300000    |
| 2011     | £325000    |
| 2012     | £400000    |
| 2013     | £425000    |
| 2014     | £478000    |
| 2015     | £478000    |
| 2016     | £510000    |
| 2017     | £510000    |
| 2018     | £1000      |
| 2019     | £1000      |

### Sponsor
| Edizione | Sponsor                     |
| -------- | --------------------------- |
| 1999     |                             |
| 2000     |                             |
| 2002     |                             |
| 2005     |                             |
| 2006     | Star Dragon Woods Villa Cup |
| 2007     | Honghe Industrial           |
| 2008     | Honghe Industrial           |
| 2009     | Bank of Beijing             |
| 2010     | Sanyuan Foods               |
| 2011     | Bank of Beijing             |
| 2012     | Bank of Beijing             |
| 2013     | Bank of Beijing             |
| 2014     |                             |
| 2015     | BAIC Motor                  |
| 2016     | BAIC Motor                  |
| 2017     |                             |
| 2018     | Fuhua Group                 |
| 2019     | XingPai                     |